# Balranald
Balranald är en ort i Australien. Den ligger i kommunen Balranald och delstaten New South Wales, i den sydöstra delen av landet, omkring 710 kilometer väster om delstatshuvudstaden Sydney. Balranald ligger 65 meter över havet och antalet invånare är 1 216.
Trakten runt Balranald är nära nog obefolkad, med mindre än två invånare per kvadratkilometer.. 
Omgivningarna runt Balranald är i huvudsak ett öppet busklandskap. Genomsnittlig årsnederbörd är 342 millimeter. Den regnigaste månaden är februari, med i genomsnitt 64 mm nederbörd, och den torraste är oktober, med 7 mm nederbörd.